# Gayton (Merseyside)
Gayton – wieś w Anglii, w hrabstwie ceremonialnym Merseyside, w dystrykcie metropolitalnym Wirral. Leży 12 km na południowy zachód od centrum Liverpool i 285 km na północny zachód od Londynu. W 2001 miejscowość liczyła 3110 mieszkańców.